# Ilse-Sabine Beck
Ilse-Sabine Beck (* 21. Januar 1949 in Berlin) ist eine deutsche Juristin und ehemalige Richterin am Bundesverwaltungsgericht.

## Leben
Sie studierte Rechtswissenschaft an der Freien Universität Berlin und an der Universität Tübingen. Nach dem Referendariat und der Ablegung des Zweiten Staatsexamens wurde sie im Sommer 1975 Richterin am Verwaltungsgericht Berlin. Während sie für mehrere Jahre in die Berliner Senatsverwaltung für Justiz abgeordnet war, wurde sie im Frühjahr 1991 zur Richterin am Oberverwaltungsgericht Berlin ernannt.
Im Oktober 1997 wurde sie Richterin am Bundesverwaltungsgericht und blieb dies, bis sie zum 1. Mai 2012 in den Ruhestand trat. Bis 2000 war sie dem mit Asylrecht befassten 9. Revisionssenat zugewiesen und gehörte dann dem 1. Revisionssenat und seit Juni 2007 zusätzlich dem 10. Revisionssenat an. Sowohl der 1. wie auch der 10. Senat befassen sich mit Ausländer- und Asylrecht. Außerdem engagierte sie sich über mehrere Jahre als stellvertretende Vorsitzende des Richterrates und im Expertenforum beim Informationszentrum Asyl und Migration.